# Colombine (film, 2022)
Pour les articles homonymes, voir Colombine.
Pour plus de détails, voir Fiche technique et Distribution.
Colombine est un film suisse réalisé par Dominique Othenin-Girard, produit par Emmanuel Gétaz et co-produit avec Taha Ben Mrad et Coupains production. Il est sorti au cinéma en Suisse romande le 9 novembre 2022. Il a été tourné partiellement durant la Fête des Vignerons de 2019 à Vevey (durant l'édition de 2019 de cette fête, une création de Daniele Finzi Pasca et Julie Hamelin).

## Synopsis
Colombine, jeune fille âgée de 13 ans, en conflit avec sa mère Maude, qui l'élève seule, ne voit qu'une seule issue à son problème : retrouver son père pensant qu'il éprouvera plus d'amour pour elle que sa mère,. Une maraîchère, Mathilde, lui parle de l’existence d’une fiole magique. En peu de temps, Colombine en boit une gorgée et se voit projetée l’année précédente, au milieu d’un gigantesque spectacle, qui la fascine mais l’effraye aussi. Elle tente de retrouver son père dans ce déferlement d’acteurs costumés, d’animaux, de musique, de percussions et de danses endiablées. Prise dans le tourbillon de cette fête hors du temps, Colombine doit faire appel à tout son courage et son inventivité pour ne pas se perdre. Mais elle ignore que son père, lui aussi, est sur ses traces : il participe à la Fête des Vignerons de Vevey,, pour approcher Maude, qui travaille en régie, et la convaincre de lui présenter leur fille. Mais Maude s’y oppose.
Or plus Maude fait rempart, plus Colombine se rapproche de son père. Leur rencontre est inéluctable. Hélas, au dernier moment, un mensonge de Colombine compromet tout. Paniquée, elle décide de revenir au plus vite à son point de départ, avec l'immense tristesse de n’avoir pas pu gagner l’amour de son père. De retour au présent, Colombine réalise que c’est en elle-même que se trouve la solution à son problème.

## Fiche technique
- Réalisation : Dominique Othenin-Girard
- Idée originale : Emmanuel Gétaz avec la collaboration d'Eugène Meiltz
- Scénario : Dominique Othenin-Girard, Marianne Brun
- Collaboration au scénario : Séverine Cornamusaz, Marcel Beaulieu
- Coach Eléa Dupuis : Diana Fontannaz
- Photographie : Vincent Jeannot, Tangui Zahn
- Son : Björn Cornelius, Carlos Ibanes Diaz, Benedetto Garro
- Musique originale : Jean-Sélim Abdelmoula
- Décors : Anne Carmen Vuilleumier
- Costumes : Ava Ortlieb
- Montage : Brandon Beytrison
- Montage son : Valentin Dupanloup, Benjamin Benoit
- Mixage : Denis Séchaud
- Etalonnage : Forest Finbow, Vincent Jeannot
- Production : Dreampixies, Coupains Production
- Distribution suisse : Louise va au cinéma
- Genre : Aventure et comédie dramatique
- Pays d'origine : Suisse
- Langue : Français
- Durée : 87 minutes

## Distribution
- Colombine : Eléa Dupuis[2],[6]
- Maude : Marie Fontannaz[6]
- Nino : Jean Aloïs Belbachir
- Mathilde : Yvette Théraulaz
- Carla : Nastassja Tanner
- Malic : Benjamin Cuche
- Meylan : Jean-Luc Barbezat
- Bernard : Christian Gregori
- Emile : Laurent Sandoz
- Grand-père de la Fête : Michel Voïta
- Cheffe de la Régie : Carole Dechantre[6]
- L'Infirmière : Alexandra Karamisaris
- Le Spectateur gradin : Adrien Barazzone

## Distinctions
Le film a été en sélection officielle au Festival du film de Zurich dans la catégorie ZFF for kids.